# Oued Nekor
Der Oued Nekor (manchmal auch Oued Nakor) ist ein etwa 100 km langer Küstenfluss im Norden Marokkos. Er bildet über weite Strecken die Grenze zwischen den Regionen Tanger-Tétouan-Al Hoceïma und Oriental. Der Fluss führt nur nach langanhaltenden oder heftigen Regenfällen Wasser; ansonsten fällt er mehrere Monate im Jahr weitgehend oder gänzlich trocken.

## Verlauf
Der Oued Nakor entspringt im Rifgebirge südlich von Al Hoceïma und fließt anschließend in nördliche Richtung um nach etwa 100 km in der Bucht von Al Hoceïma ins Mittelmeer zu münden.

## Nebenflüsse und Stausee
Der Oued Nekor hat nur kleinere Nebenflüsse, die ebenfalls einen Großteil des Jahres trockenfallen. Er wird etwa 5 km östlich von Beni Bouayach in einem Stausee (Barrage Abd el-Krim el Khattabi) gestaut.

## Geschichte
Im Verlauf der islamischen Invasion des Maghreb gründete Salih I. ibn Mansour um das Jahr 710 das Emirat Noukour, welches bis zum Jahr 1019 existierte. Die wahrscheinlich in der Bucht von Al Hoceima oder nur wenig südlich davon (evtl. bei Beni Bouayach) gelegene Hauptstadt wurde um das Jahr 860 bei einem Überfall der Wikinger schwer in Mitleidenschaft gezogen.